# Klíšťákovití
Klíšťákovití (Argasidae), obecně nazývaní měkká klíšťata (anglicky soft ticks) patří do třídy pavoukovců. Jsou ektoparaziti živící se krví obratlovců, převážně ptáků; hostitelem bývá i člověk.
Pojmenování „měkká klíšťata“ je dáno absencí hřbetního štítku (scutum), který je přítomný u zástupců z čeledi klíšťatovití (Ixodidae) a je viditelný pouhým okem. (Příkladem může být klíště obecné.)

## Popis
Zástupci čeledi klíšťákovití jsou velcí dva milimetry až jeden centimetr (převážně méně než 6 mm).
Celé tělo pokrývá měkký kožovitý tělní pokryv zvaný intergument. Na spodní straně plochého těla nalezneme čtyři páry článkovaných nohou, zakončených dvěma drápky, které slouží k lezení a udržení na hostiteli. Gnathosoma neboli část těla nesoucí u roztočů chelicery a makadla je z vrchní strany zcela zakryta tělem (idiosoma).
I když jsou klíšťákovití zástupcem z kmene členovců, nemají článkované tělo. Na hřbetní straně zánártí (tarsus) prvního páru končetin se nachází Hallerův orgán. Je to smyslový orgán, jednak čichový, jednak s receptory ke vnímání vlhkosti vzduchu, tepla (které vyzařuje potenciální hostitel) a s chemoreceptory ke vnímání hostitelova metabolitu (oxidu uhličitého) a exkrektu (amoniaku).

## Rozšíření
Klíšťákovití jsou běžní a značně rozšíření. Jednou z oblastí s nejvyšší biologickou rozmanitostí klíšťat na světě je kontinentální jihovýchodní Asie, kde žije 97 druhů klíšťat.
V České republice žije 150 druhů a výhradně z rodu Argas.